# Johann Ulrich Pregizer III.

Johann Ulrich Pregizer III.

Johann Ulrich Pregizer III. (auch: Pregitzer; * 2. Februar 1647 in Tübingen; † 2. Februar 1708 ebenda) war ab 1675 Professor für „Geschichte, Eloquenz und Politik“ am Collegium illustre in Tübingen. Ab 1688 wurde seine Professur noch um das Fach „Staatsrecht“ erweitert.

## Herkunft und Familie
Johann Ulrich Pregizer III. wurde als zweites von fünf Kindern von Johann Ulrich Pregizer II. (1611–1672, Professor für Philosophie und Ethik und Rektor der Eberhard Karls Universität Tübingen) und dessen Ehefrau Maria Barbara geb. Renz geboren.
Am 24. Oktober 1670 heiratete Pregizer in Tübingen Regina Magdalena geb. Brodbeck (* 12. März 1649; † 13. Juni 1716), eine Tochter des Professors Johann Conrad Brotbeck. Aus der Ehe gingen sieben Kinder hervor: Johann Ulrich IV. (1673–1730), Georg Konrad (1675–1749), Johann Eberhard (1677–1753), Luise Tabitha (1679–1729, verh. Weismann), Gottfried (1682–1683), Regina Barbara (1685–1692) und Andreas Gottlieb (1687–1690).

## Werke
Preziger verfasste einen „Teutschen Regierungs- und Ehren-Spiegel“, der 1703 in Berlin veröffentlicht wurde.
Er verfasste auch eine ausführliche Genealogie des württembergischen Fürstenhauses. Nach seinem Tod 1708 führte sein ältester Sohn Johann Ulrich IV. das Werk fort. Dach dessen Tod 1730 übernahm der drittälteste Sohn Johann Eberhard die Fertigstellung des Werks, das 1734 bei Metzler & Erhardt in Stuttgart erschien.
Seine in Latein verfasste Kirchengeschichte Württembergs wurde 1717 postum  von seinem zweitältesten Sohn Georg Konrad mit vorangestellter Biografie herausgegeben.